# Bochtige-smelemineermot
De bochtige-smelemineermot (Elachista exactella) is een nachtvlinder uit de familie grasmineermotten (Elachistidae).
De spanwijdte van de vlinder bedraagt tussen de 6 tot 7 millimeter.
De soort komt voor in grote delen van Europa, waaronder België en Nederland.

## Waardplanten
De bochtige-smelemineermot gebruikt bochtige smele, schaduwgras en mogelijk andere soorten beemdgras als waardplant.